# Castello di Chiavenna Landi
Das Castello di Chiavenna Landi ist eine mittelalterliche Niederungsburg in Chiavenna Landi, einem Ortsteil der Gemeinde Cortemaggiore in der italienischen Region Emilia-Romagna.

## Geschichte
Die ersten Aufzeichnungen über die Burg stammen von 1209 und finden sich im Registrum Magnum der Stadt Piacenza. Darin heißt es, dass ein gewisser Gislerio Landi einen Turm in der Ortschaft Chiavenna bauen ließ. Dem Bau war eine Übereinkunft mit der Stadt vorausgegangen, nach der die Hälfte des Turms der Stadt Piacenza zufalle, damit sie ihn als vorgeschobene Verteidigungsanlage nutzen könne, um eine mögliche Invasion von Truppen aus Cremona zu verhindern. 1212 gestattete die Stadt Piacenza einigen Personen, große Stücke Landes in der Umgebung der Burg dauerhaft zu pachten. Dahinter verbarg sich die Absicht, das Umfeld der Verteidigungsanlage von Wildwuchs zu befreien und freizuhalten.

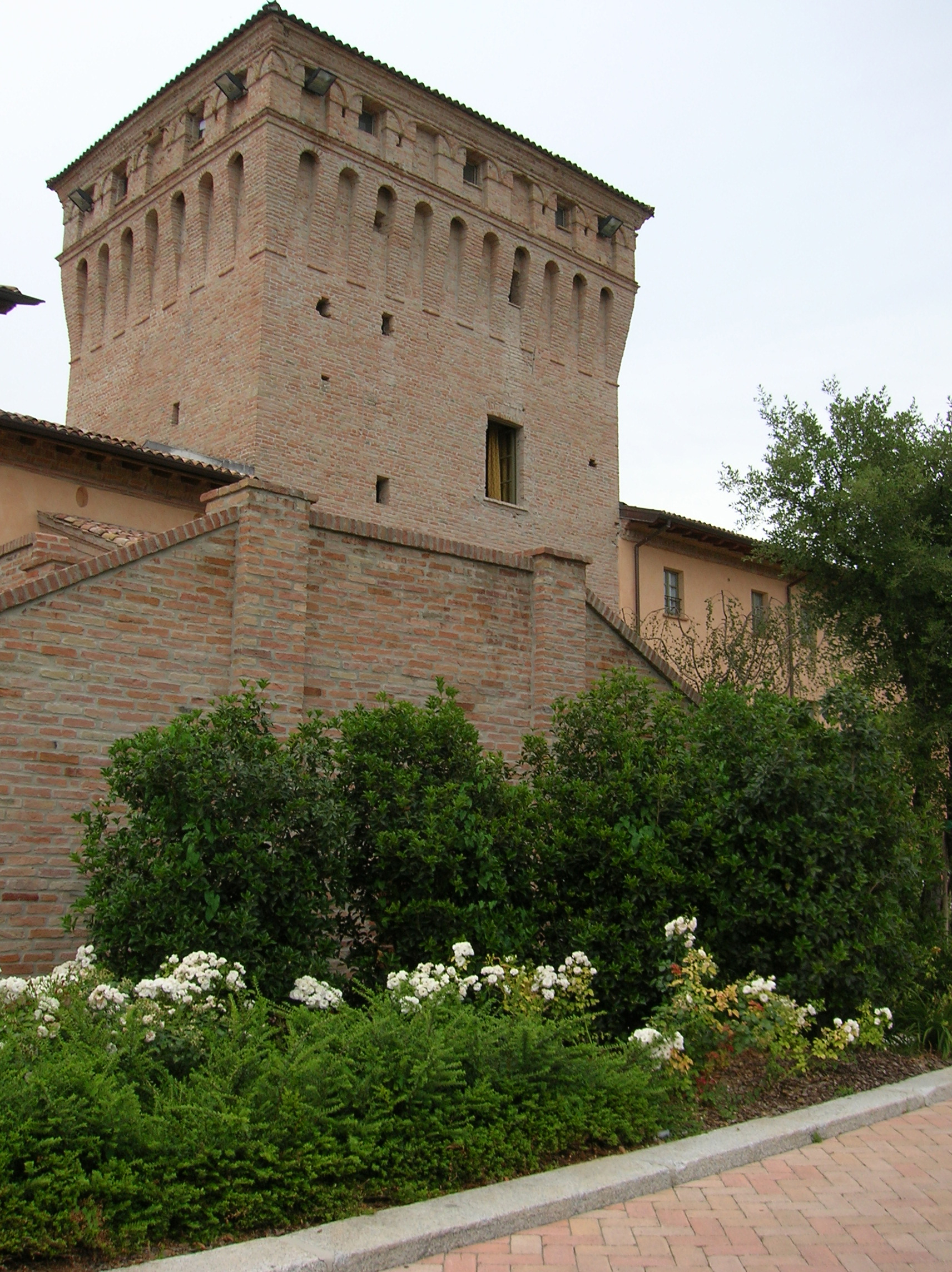
Der Turm, der 1209 auf Geheiß von Gislero Landi erbaut wurde

Am 30. Oktober 1466 verlehnte der Herzog von Mailand, Galeazzo Maria Sforza, die Ländereien von Chiavenna an das Adelsgeschlecht der Cadamosti. Später fiel der Besitz an den Grafen Antonio Mandelli, der ihn wiederum 1522 an den Markgrafen Giacomo Pallavicino verkaufte. Dieser übertrug ihn an seine Tochter Ippolita, die sich mit einem Mitglied der Familie Sanseverino verheiratete. 1597 übertrug die herzogliche Hofkammer der Farnese nach der Beilegung eines Rechtsstreites das Eigentum am Castello di Chiavenna Sottana, zu dem ein Palast, sowie einige Häuser und die Feudalrechte über die Gegend gehörten, an die Gräfin Ippolita Borromeo Sanseverino Barbiano.
Nachdem der Besitz an die herzogliche Hofkammer zurückgefallen war, gab diese die Burg an die Grafen Giovanni, Ludovico, Galvano und Niccolò Landi ab, die eine Summe von 220.000 Lire aufbrachten, um den Kauf abzuschließen. Fast bis zur Mitte des 20. Jahrhunderts verblieb die Anlage nun im Besitz der Landis. 1941 verkaufte sie Graf Cigala Fulgosi, Gatte der Markgräfin Teresa Landi, an Livio Cattadori.
2004 kaufte die Familie Ferri das leerstehende und in den Jahren heruntergekommene Gebäude und ließ  es in ein Hotel und Restaurant umbauen, wobei aber die Struktur der Anlage erhalten blieb.

## Beschreibung
Der Komplex, der sich in gutem Erhaltungszustand zeigt, hat einen rechteckigen Grundriss und ist aus Ziegeln erbaut. Außer dem originalen Turm wurde die Burg im Laufe der Jahrhunderte mit dem Bau einiger landwirtschaftlicher Gebäude erweitert, die das anfängliche Aussehen verändert haben.
Der Turm ist durch Konsolen gekennzeichnet, die im oberen Teil angebracht sind und den Wehrgang stützen, der mit ghibellinischen Zinnen versehen ist.